# Phaonia lushuiensis
Phaonia lushuiensis är en tvåvingeart som beskrevs av Xue och Li 2001. Phaonia lushuiensis ingår i släktet Phaonia och familjen husflugor. Inga underarter finns listade i Catalogue of Life.